# Copidognathus
Copidognathus is een geslacht van mijten uit de familie van de Halacaridae; Halacaridae zijn mijten die leven in de zee. De wetenschappelijke naam van de soort is voor het eerst geldig gepubliceerd in 1888 door Edouard-Louis Trouessart in een nota aan de Académie des sciences. Hij beschreef als typesoort Copidognathus glyptoderma die was aangetroffen in de oesterbanken van Marennes (Charente-Maritime) aan de Franse Atlantische kust.
Copidognathus is een kosmopolitisch geslacht van meer dan 300 soorten dat wordt aangetroffen van de poolzeeën tot in tropische wateren, van aan de kust tot op grote diepte, en ook in brak water en zelfs in zoetwater. Ze zwemmen niet maar bewegen op en in zandige of rotsbodems, op algen, zeeplanten en epifauna. Sommige soorten zijn parasitair. De diertjes zijn tussen 180 en 600 µm groot.